# Watertoren (Poeldijk)
De watertoren in Poeldijk dient als besproeiingsinstallatie van de kassen van tuinderij "Kaas en Brood". De watertoren staat op korte afstand van de weg, wordt goed onderhouden en is duidelijk zichtbaar.
Alblasserdam ·
Alphen aan den Rijn
(Hoorn ·
Prins Hendrikstraat) ·
Barendrecht ·
Bergambacht ·
Bodegraven ·
Boskoop ·
Boven-Hardinxveld ·
Brielle ·
Delft
(Wateringsevest ·
Stromingslaboratorium ·
Getijmodellaboratorium) ·
Den Haag ·
Dirksland ·
Dordrecht
(Villa Augustus · DuPont) ·
Dubbeldam ·
Gorinchem ·
Gouda ·
's Gravendeel ·
Hazerswoude-Rijndijk ·
Heinenoord ·
Hellevoetsluis ·
Hillegom ·
Hendrik-Ido-Ambacht ·
Katwijk ·
Klaaswaal ·
Krimpen aan de Lek ·
Kwintsheul ·
Leerdam
(1900 ·
1912 ·
1929) ·
Leiden ·
Loosduinen ·
Maassluis ·
Meije ·
Monster ·
Moordrecht ·
Naaldwijk ·
Nieuw-Lekkerland ·
Noordwijk ·
Oud-Beijerland ·
Ouderkerk aan den IJssel ·
Poeldijk ·
Rijsoord ·
Rijswijk
(Jaagpad ·
Sammersweg) ·
Roelofarendsveen ·
Rotterdam
(De Esch ·
Delfshaven ·
IJsselmonde ·
Mallegat ·
Europoort) ·
Sassenheim ·
Schoonhoven ·
Sliedrecht ·
Slikkerveer ·
Strijen ·
Vlaardingen 
(1885 ·
1895 ·
Nieuwe) ·
Voorburg ·
Voorschoten ·
Wassenaar ·
Zoetermeer ·
Zuidzijde ·
Zwijndrecht